# Antonio Sacco (padre)
Antonio Sacco fue un futbolista uruguayo que se desempeñó en la posición de delantero.

## Trayectoria
El delantero Sacco militó en la plantilla de Peñarol entre 1922 y 1931. Ya en 1924 ganó el campeonato paralelo disputado por la Federación Uruguaya de Fútbol (FUF) con los aurinegros durante la fase de escisión de la estructura organizativa del fútbol uruguayo. Asimismo, luego de que Laudo Serrato superara el cisma del fútbol uruguayo, Peñarol ganó dos años después el Torneo del Consejo Provisorio, que fue considerada el campeonato no oficial de ese año. Luego se proclamó Campeón Uruguayo de Primera División con su club en 1928 y 1929. En 1928 también ganó la Copa Aldao, derrotando 3-0 en la final a Huracán de Argentina. En el plano personal, vivió su etapa deportiva más fuerte con los aurinegros a finales de la década de 1920. Fue el máximo goleador del equipo en la temporada 1929-1930. Marcó once goles en esta ronda del campeonato y marcó 22 goles en total. Sacco es descrito como un jugador inteligente y ágil, dotado de pases precisos y un tiro "seco" bien colocado.
Con el aurinegro logró marcar 164 goles, de los cuales 95 fueron oficiales.

## Selección nacional
Fue internacional con la selección de Uruguay en 4 ocasiones, donde logró convertir 2 goles.

### Participaciones en Copas América
| Copa              | Sede | Resultado  | Partidos | Goles |
| ----------------- | ---- | ---------- | -------- | ----- |
| Copa América 1927 | Perú | Subcampeón | 1        | 2     |

## Estadísticas
| Club    | País    | Año         | Partidos | Goles |
| ------- | ------- | ----------- | -------- | ----- |
| Peñarol | Uruguay | 1922 - 1931 | 287      | 164   |

## Palmarés

### Torneos nacionales
| Título                        | Club    | País    | Año  |
| ----------------------------- | ------- | ------- | ---- |
| Torneo de la FUF              | Peñarol | Uruguay | 1924 |
| Torneo del Consejo Provisorio | Peñarol | Uruguay | 1926 |
| Campeonato Uruguayo           | Peñarol | Uruguay | 1928 |
| Campeonato Uruguayo           | Peñarol | Uruguay | 1929 |

### Torneos internacionales
| Título     | Club    | País    | Año  |
| ---------- | ------- | ------- | ---- |
| Copa Aldao | Peñarol | Uruguay | 1928 |

### Distinciones individuales
| Distinción                                                  | Año  |
| ----------------------------------------------------------- | ---- |
| Máximo goleador del Torneo del Consejo Provisorio (6 goles) | 1926 |